# Epidesma sordida
Epidesma sordida är en fjärilsart som beskrevs av Rothschild 1911. Epidesma sordida ingår i släktet Epidesma och familjen björnspinnare. Inga underarter finns listade i Catalogue of Life.